# تشانغ آه-5
تشانغ آه-5 (بالإنجليزية: Chang'e 5)‏ (بالصينية:嫦娥五号) وتُنطق مثل Chang e أو Chang-Er،، هي مركبة فضائية آلية تابعة لبرنامج استكشاف القمر الصيني، جرى إطلاقها في 23 نوفمبر 2020 وهبطت على القمر في 1 ديسمبر 2020، ثم عادت إلى الأرض مع عينات من القمر في 16 ديسمبر 2020. وتُعد Chang'e 5 هي أول مهمة صينية لإحضار عينة من القمر، وتهدف إلى إحضار 2 كيلوجرام على الأقل من تربة القمر وعينات الصخور إلى الأرض. وهي أول مهمة لإحضار عينة من القمر منذ مهمة لونا 24 في عام 1976. وتُعد الصين هي الدولة الثالثة التي تُحضر عينات من القمر بعد الولايات المتحدة والاتحاد السوفيتي. أُطلقت المركبة من موقع إطلاق مركبات الفضاء في جزيرة هاينان.

## نظرة عامة
تم تصميم برنامج استكشاف القمر الصيني ليتم إجراؤه في أربعة مراحل:
1. الأول كان مجرد الوصول إلى مدار حول القمر، وهي مهمة أنجزتها المركبتان تشانغ آه-1 في عام 2007 وتشانغ آه-2 في عام 2010.
2. الثاني هو الهبوط والتجول على القمر، وقامت بذلك المركبة تشانغ آه-3 في عام 2013 والمركبة تشانغ آه-4 في عام 2019 (التي جرى إطلاقها في ديسمبر 2018، وهبطت على الجانب البعيد من القمر في يناير 2019).
3. المرحلة الثالثة هي جمع عينات القمر من الجانب القريب من القمر وإرسالها إلى الأرض، وهي مهمة المركبة تشانغ آه-5 وتستكملها بعثة المهمة تشانغ آه-6.
4. المرحلة الرابعة هي تطوير محطة أبحاث روبوتية بالقرب من القطب الجنوبي للقمر.[10][11][12]

يهدف البرنامج إلى تسهيل عملية هبوط مأهولة على سطح القمر في ثلاثينيات القرن الحالي وربما بناء موقع بالقرب من القطب الجنوبي للقمر.

## المكونات

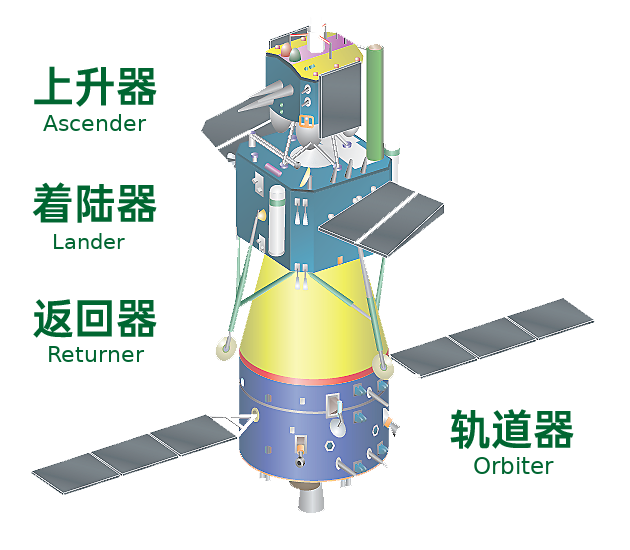
مكونات المركبة

تتكون المهمة من أربع وحدات أو مكونات:
- Lander ويقوم بجمع عينة قدرها حوالي 2 كيلوجرام من عمق حوالي 2 متر تحت سطح القمر،[16] ووضعها في المركبة الصاعدة Ascender التي جرى إطلاقها في مدار حول القمر في 3 ديسمبر 2020.
- Ascender «الصاعد» يتحرك آليا ليلتحم بالمركبة المدارية Orbiter التي تقوم بعد ذلك بنقل العينات إلى كبسولة العودة Returner إلى الأرض.[8][17]
- Orbiter ومهمته بدأ رحلة العودة إلى الأرض، التي تستغرق 4.5 يومًا تقريبًا وإطلاق كبسولة إعادة الدخول قبل الوصول مباشرة.[18]
- Returner ومهمته تلقي العينات من Ascender والعودة بها إلى الأرض.

على عكس تشانغ آه-4 الذي جرى تجهيزها بـ وحدة تسخين بالنظائر المشعة للبقاء في البرد القارص لليل القمر، خُطط أن تهبط تشانغ آه-5 وتأخذ العينات خلال يوم 14-أرضي- خلال نهار القمر. استغرقت المهمة الإجمالية 23 يومًا حتى الهبوط في Dorbod Banner، في 16 ديسمبر 2020. وجرى نقل العينات إلى مرافق مطورة خصيصًا للتعامل مع المواد القمرية وتحليلها وتخزينها.

### الحمولة العلمية للمسبار
يحمل المسبار كاميرات هبوط، وكاميرا بانورامية، ومقياس طيفي لتحديد التركيب المعدني، وأداة لتحليل غاز التربة، وأداة لتحليل تكوين التربة، وكاشف حراري مقطعي لأخذ العينات، ورادار اختراق الأرض.
للحصول على العينات، جرى تجهيزها بذراع آلية، ومثقاب دوار، ومغرفة لأخذ العينات، وأنابيب فصل لعزل العينات المختلفة.

## مراحل المهمة
تم التخطيط لإطلاق هذا المسبار في نوفمبر 2017 بواسطة صاروخ لونغ مارش 5 من مركز وينشانغ إطلاق الأقمار الصناعية في جزيرة هاينان؛ ولكن أدى فشل الصاروخ الحامل المشار إليه في يوليو 2017 إلى تأخير الجدول الزمني الأصلي. في 27 ديسمبر 2019، عاد الصاروخ Long March 5 بنجاح إلى عمليات الطيران، مما سمح للمهمة الحالية بالمضي قدمًا.

### الإطلاق
تم إطلاق مسبار Chang'e 5 في 23 نوفمبر 2020 الساعة 20:30 بالتوقيت العالمي، بواسطة صاروخ لونغ مارش 5 من مركز وينشانغ إطلاق الأقمار الصناعية في جزيرة هاينان.

### مرحلة الدوران المركزي حول القمر
في 28 نوفمبر 2020 في تمام الساعة 12:58 بالتوقيت العالمي، أطلق المسبار محركه لمدة 17 دقيقة وانطلق إلى مدار حول القمر على ارتفاع 400 كيلومتر. في صباح يوم 30 نوفمبر 2020، انفصلت مركبة الهبوط، مع الصاعد، عن المركبة المدارية القمرية استعدادًا للهبوط.

### موقع الهبوط
هبط المسبار والصاعد على سطح القمر في 1 ديسمبر 2020 الساعة 15:11 بالتوقيت العالمي. تقع منطقة هبوط المهمة بالقرب من en:Mons Rümker في محيط العواصف (Oceanus Procellarum)، وتقع في المنطقة الشمالية الغربية من الجانب القريب من القمر. تحتوي هذه المنطقة على وحدات جيولوجية يبلغ عمرها حوالي 1.21 مليار سنة، مقارنة بعينات أبولو التي كانت تتراوح بين 3.1 و4.4 مليار سنة. الموقع هو تل بركاني كبير مرتفع يبلغ قطره 70 كيلومتر، ويتميز ببصمة طيفية قوية لمادة البازلت (البازلت القمري والمريخي). وكان من المأمول أن يسمح حداثة عُمر العينات المجمعة للعلماء بتحسين تقنيات المعايرة لتقدير أعمار الأسطح الجيولوجية على الكواكب والأقمار والكويكبات في جميع أنحاء النظام الشمسي.

### العودة بالعينات إلى الأرض
في 3 ديسمبر 2020، انطلق الصاعد من Oceanus Procellarum في الساعة 15:10 بالتوقيت العالمي، وبعد ست دقائق وصل إلى مدار حول القمر. رسى الصاعد مع مجموعة orbiter–returner في المدار القمري في 5 ديسمبر 2020 الساعة 21:42 بالتوقيت العالمي، وجرى نقل العينات إلى كبسولة العودة في الساعة 22:12 بالتوقيت العالمي. جرى انفصال الصاعد من مجموعة orbiter–returner في 6 ديسمبر 2020 الساعة 04:35 بالتوقيت العالمي. بعد الانتهاء من دوره في المهمة، وُجهت الأوامر إلى الصاعد بالدوارن حول القمر في 7 ديسمبر 2020، الساعة 22:59 بالتوقيت العالمي، وسقط على سطح القمر في الساعة 23:30 بالتوقيت العالمي، في منطقة (~ 30 درجة جنوبًا، 0 درجة شرقًا). في 13 ديسمبر 2020، الساعة 01:51 بالتوقيت العالمي، ومن مسافة 230 كيلومترًا من سطح القمر، أطلق المسبار والعائد بنجاح أربعة محركات لدخول مدار العودة من القمر إلى الأرض (مدار هوهمان الانتقالي).
كان من المتوقع أن تتوقف الأجهزة الإلكترونية والأنظمة الموجودة على مركبة الهبوط القمرية تشانغ آه-5 عن العمل في 11 ديسمبر 2020، بسبب البرودة الشديدة للقمر ونقص وحدة التسخين بالنظائر المشعة. ولكن توقع المهندسون أن تتضرر مركبة الهبوط تشانغ آه-5 وتتوقف عن العمل بعد أن كانت بمثابة منصة الإطلاق للوحدة الصاعدة في 3 ديسمبر.
في 16 ديسمبر 2020، في حوالي الساعة 18:00 بالتوقيت العالمي، قامت كبسولة العودة التي يبلغ وزنها 300 كيلوجرام تقريبًا بأداء دفعة الانزلاق Boost-glide، حيث ارتدت فعليًا عن الغلاف الجوي فوق بحر العرب قبل العودة مرة أخرى. وكانت الكبسولة مُحملة بحوالي 2 كيلوجرام من المواد من سطح القمر وكذلك من تحت السطح، وهبطت الكبسولة في المراعي في سيزيوانج منطقة في أولانكاب في المنطقة الجنوبية الوسطى منغوليا الداخلية. وجرى تحديد موقع الكبسولة بعد ذلك بوقت قصير.

## بحث العينة القمرية
سيوفر التحقق من عمر العينات بيانات عن الفرضية القائلة بأن بعض مناطق القمر تعرضت لمراحل بركانية متأخرة، ويمكن أن يوفر التحليل التركيبي رؤى حول الأسباب الكامنة وراء ذلك. تعتبر كاثرين جوي من جامعة مانشستر أن العينات قد تمثل بعض تدفقات الحمم البركانية الأخيرة التي اندلعت، «إذا كان الأمر كذلك، فهي (العينات) لا تخبرنا فقط عن التاريخ الحراري للقمر ولكن هذه أيضًا عينات حيوية لمساعدتنا في معايرة تاريخ نظرية اصطدام القمر (Moon's impact)». إن تحديد تاريخ هذا الجزء الصغير نسبيًا من سطح القمر سيوفر نقطة معايرة إضافية لتقدير أعمار سطح أجسام النظام الشمسي الأخرى. أعلن Wu Yanhua (吴艳)، نائب مدير إدارة الفضاء الوطنية الصينية (CNSA) أنه سيجري مشاركة العينات الجديدة مع الأمم المتحدة والشركاء الدوليين لأغراض أبحاث الفضاء.

## المهمات ذات الصلة

### تشانغ آه-5-T1
تشانغ آه-5-T1 هي مهمة تجريبية روبوتية على سطح القمر أُطلقت في 23 أكتوبر 2014 لإجراء اختبارات دخول الغلاف الجوي على تصميم الكبسولة الذي كان مخططًا لاستخدامه في مهمة تشانغ آه-5. ظلت هذه الوحدة، المسماة DFH-3A، في مدار حول الأرض قبل نقلها عبر نقطة L2 إلى مدار حول القمر في 13 يناير 2015، حيث تستخدم 800 كيلوجرام المتبقية من الوقود لاختبار المناورات الحاسمة للبعثات القمرية المستقبلية.

## التعاون الدولي

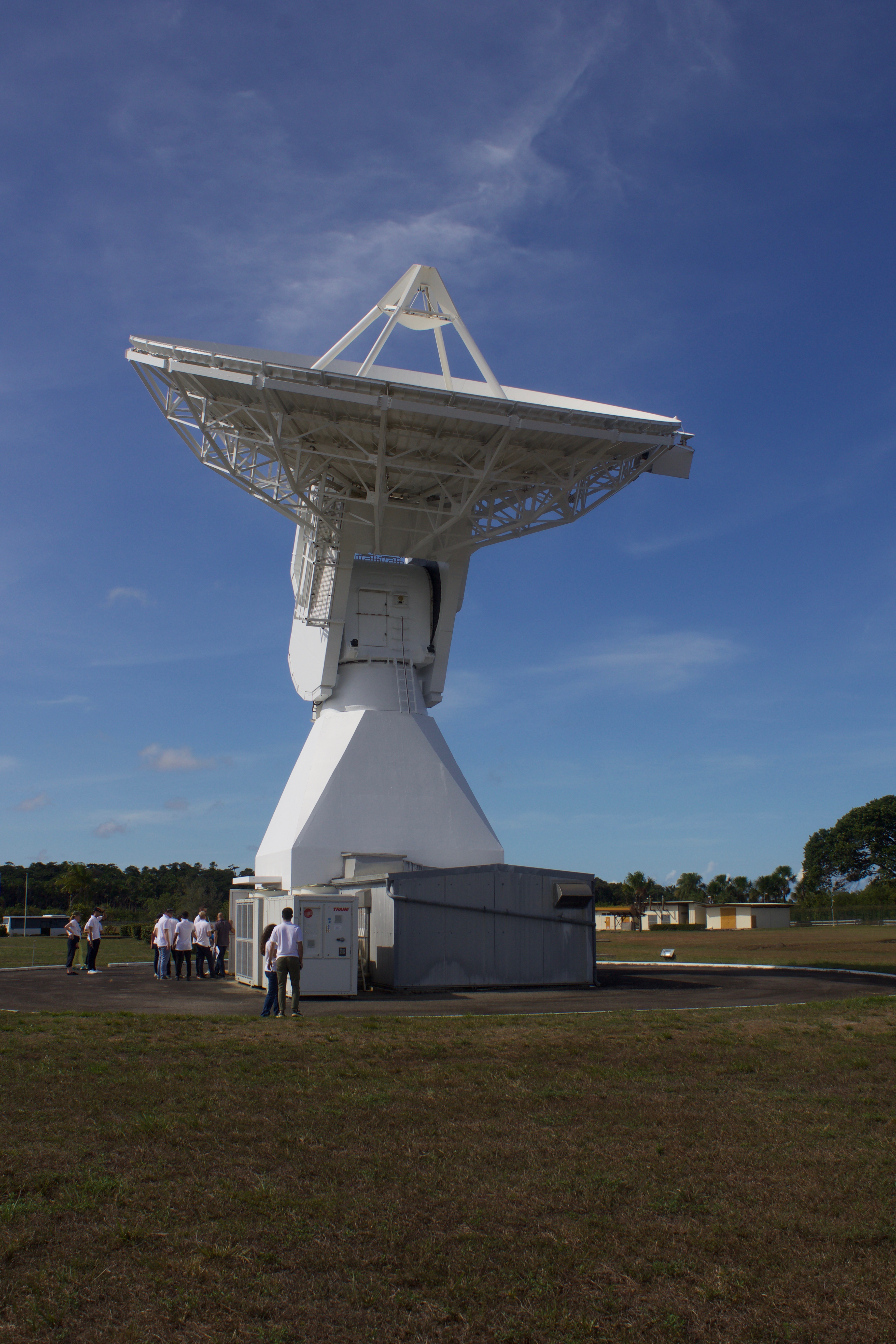
المنظر الخلفي لهوائي محطة كورو. تقع محطة تتبع الأقمار الصناعية هذه داخل المركز الفضائي الغوياني، بالقرب من كورو (غويانا الفرنسية).

دعمت وكالة الفضاء الأوروبية (ESA) مهمة Chang'e 5 من خلال توفير التتبع عبر محطة كورو التابعة لوكالة الفضاء الأوروبية الواقعة في غويانا الفرنسية. تتبعت وكالة الفضاء الأوروبية المركبة خلال مرحلتي الإطلاق والهبوط مع توفير محطات احتياطية عند الطلب للمحطات الأرضية الصينية طوال المهمة. ساعدت البيانات من محطة كورو فريق التحكم في المهمة في «مركز بكين للتحكم في الفضاء» على تحديد الحالة التشغيلية للمركبة الفضائية وحالة المدار. عادت Chang'e 5 إلى الأرض في 16 ديسمبر 2020، وخلال مرحلة الهبوط، استخدمت وكالة الفضاء الأوروبية محطة Maspalomas، الموجودة في جزر الكناري والتي يديرها المعهد الوطني للتقنيات الفضائية Instituto Nacional de Técnica Aeroespacial-INTA في إسبانيا، لدعم جهود التتبع.

## ردود الفعل الدولية
ناقش الصحفي العلمي بوب ماكدونالد مهمة Chang'e 5 بالمقارنة مع برنامج Luna السوفيتي، والذي تضمن المهام لونا 15 ولونا 16 ولونا 24 التي جرى إرسالها إلى القمر. حيث حاولت لونا 15 أخذ عينة من تربة القمر وإعادتها إلى الأرض قبل عودة رواد الفضاء الأمريكيين نيل أرمسترونغ وباز ألدرين من رحلة أبولو 11 في يوليو 1969، لكنها تحطمت أثناء محاولة هبوطها وبالتالي ضاعت فرصة ما أسماه «الانقلاب الدعائي» propaganda coup. نجحت مهمة لونا 16 في جلب حوالي 100 جرام من تربة القمر بعد عام واحد، ونجحت بعثتان أُخرتان لإحضار العينات في السنوات اللاحقة، كان آخرها لونا 24 في عام 1976. وبذلك يعتبر ماكدونالد أن الصين قد دخلت سباق القمر.
يرى برادلي بيريت، رئيس مكتب آسيا والمحيط الهادي في شبكة أسبوع الطيران، أن سباق القمر بين الاتحاد السوفيتي والولايات المتحدة في الستينيات كان مدفوعًا بالدعاية: «رسالة إلى العالم عن قوتهم». وأشار بيريت إلى أن مشروع Chang'e كان مدفوعًا أيضًا بالدعاية، ولكن بشكل أساسي للمواطنين الصينيين -والسبب في تمويل الحكومة الصينية لهذه المهمة هو إظهار للشعب الصيني أن «الصينيين يمكنهم القيام بذلك».
لاحظ سايمون شاروود، محرر شئون آسيا والمحيط الهادئ في "The Register"، أن المهمة كانت ناجحة وانطلقت دون عوائق، حتى مع الأضرار التي لحقت بمركبة الهبوط عندما رُفع «الصاعد» بطريقة غير متوقعة. وقال شاروود إن الشباب الصيني لديهم بالفعل الكثير ليطمحوا إليه بالنظر إلى أن الصين تخطط لبناء محطة فضاء صينية كبيرة الحجم والمرحلة الرابعة من البرنامج الصيني لاستكشاف القمر المسماة «محطة أبحاث القمر» moon base في المستقبل، ولكن «مثل هذه الفرص لن تكون ممكنة إلا إذا كان نظام الائتمان الاجتماعي ... يصنفها على أنها مناسبة لمثل هذه الشرف».